# 横梁镇
横梁镇是中国江苏省南京市六合区下辖的一个镇。

## 行政区划
横梁镇下辖以下行政区：
横梁社区、王子庙社区、姚徐社区、山东社区、石庙社区、光明村、方山村、黄钟村、雨花石村